# Michael Barbieri
Michael Barbieri (* 20. Januar 2002) ist ein US-amerikanischer Schauspieler.

## Leben
Barbieri hatte sich nach eigenen Aussagen als Kind ein Theaterstück angeschaut, in dem sein Bruder, der heute ebenfalls Schauspieler ist, mitspielte und erklärte seinen Eltern daraufhin, er würde beruflich gerne das Gleiche tun. Barbieri sprach in der Theatergruppe seiner Schule vor und erhielt eine Rolle.
Seine erste Rolle in einem Spielfilm erhielt Barbieri in Little Men von Ira Sachs, den dieser im Rahmen des Sundance Film Festivals 2016 und kurz später im Februar 2016 bei der Berlinale vorstellte. Im Film spielt er in einer Hauptrolle Tony Calvelli, der mit seinen Eltern in das Haus des verstorbenen Großvaters nach Brooklyn zieht, wobei er seine alte Schule und seine Freunde in Manhattan zurücklassen muss, jedoch im Sohn einer Mieterin schnell einen neuen Freund findet. Der Film greift einige biografische Elemente aus Barbieris Leben auf, der im Film davon träumt, auf die renommierte LaGuardia High School zu wechseln und selbst auch in Brooklyn aufwuchs. Bei dem Theaterlehrer im Film handelt es sich zudem um Barbieris wirklichen Theaterlehrer. Der Film wurde von Kritikern vor allem wegen Barbieri in einer der beiden Hauptrollen gelobt. Der Nachwuchsschauspieler zeige im Film gefühlvolle und aggressive Seiten, was in Anbetracht seines damaligen Alters bemerkenswert gewesen sei, so Anthony Lane vom New Yorker. Barbieri, so David Rooney von The Hollywood Reporter, mache Tony zu einem natürlichen Charmeur, bringe aber auch eine sensible Tiefe in die Rolle.
Im Jahr 2016 stand Barbieri für die Dreharbeiten zum Film Spider-Man: Homecoming vor der Kamera, in dem er die Rolle von Charles erhalten hatte. In dem Film Der Dunkle Turm von Nikolaj Arcel übernahm Barbieri die Rolle von Timmy. Der Film kam im August 2017 in die Kinos.
Im Herbst 2016 begann Barbieri seine Ausbildung an der LaGuardia High School of Music & Art and Performing Arts, die auch sein älterer Bruder wenige Jahre zuvor besucht hatte. Barbieri lebt zurzeit in New York.

## Filmografie
- 2016: I Killer (Kurzfilm)
- 2016: Little Men
- 2017: Nunsense (Pilotfolge)
- 2017: Spider-Man: Homecoming
- 2017: Der Dunkle Turm (The Dark Tower)
- 2022: Halloween Ends

## Auszeichnungen
Chlotrudis Award
- 2017: Nominierung als Bester Nebendarsteller (Little Men)

Young Artist Award
- 2017: Nominierung als Bester Hauptdarsteller in einem Spielfilm in der Kategorie Teen Actor (Little Men)[6]